# Загваздинское сельское поселение (Тюменская область)
Загваздинское се́льское поселе́ние — муниципальное образование в Тобольском районе Тюменской области Российской Федерации.
Административный центр — деревня Загваздина.

## История
Статус и границы сельского поселения установлены Законом Тюменской области от 5 ноября 2004 года № 263 «Об установлении границ муниципальных образований Тюменской области и наделении их статусом муниципального района, городского округа и сельского поселения».

## Население
| 2010 | 2011 | 2012 | 2013 | 2014 | 2015 | 2016 |
| ---- | ---- | ---- | ---- | ---- | ---- | ---- |
| 497  | ↘494 | ↘486 | ↘470 | ↘463 | ↗466 | ↗477 |
| 2017 | 2018 | 2019 | 2020 | 2021 |      |      |
| ↗482 | ↘480 | ↘474 | ↘465 | ↗590 |      |      |

## Состав сельского поселения
| № | Населённый пункт | Тип населённого пункта          | Население |
| - | ---------------- | ------------------------------- | --------- |
| 1 | Вахрушева        | деревня                         | 25        |
| 2 | Епанчина         | деревня                         | 217       |
| 3 | Загваздина       | деревня, административный центр | 255       |